# No Party For Cao Dong
No Party for Cao Dong (chinesisch 草東沒有派對) ist eine Indie-Rock-Band aus Taiwan. Die Band besteht derzeit aus den Mitgliedern Wood Lin (Gesang, Gitarre), Judy Chan (Gesang, Gitarre) und Sam Yang (Gesang, Bass). Der Name der Band bezieht sich auf die Cao Dong Street. Sie liegt nahe den Bergen in Taipeh. Dort haben sie einen Großteil ihrer Jugend verbracht.

## Geschichte
Drei der vier Mitglieder lernten sich auf der High-School kennen. Fan Tsai stieß während des Studiums dazu. Da sie die gleiche Musik mochten, formierte sich die Band im Jahr 2012 von alleine. Im Jahr 2015 gaben sie mit ihrer EP No Party for Cao Dong ihr Debüt. Daraufhin gewann die Band rasch an Popularität. Es folgten ausverkaufte Stadien, weltweite Tourneen, bis sie ihr erstes Album The Servile veröffentlichten. 2018 machten No Party for Cao Dong eine Welttour an 35 verschiedenen Standorten. Die genauen Standorte wurden nicht vorher veröffentlicht. Im Rahmen der Corona-Pandemie 2020 entwickelte die Band ein Konzept für ihre Live-Streams, wo die Fans den Plot durch ein Voting beeinflussen konnten. Im Livestream namens We All Love Our Moms 5.0 konnte das Publikum ebenfalls mitentscheiden, was die Band aufführte. Das Publikum erhielt eine Perspektive in erster Person und die Akteure interagierten mit ihnen. Das Konzept ihrer Live-Shows stand für die die Unvorhersehbarkeit des Lebens. Die Touren von No Party for Cao Dong waren bislang schnell ausverkauft, sodass sich der Spitzname No Tickets for Cao Dong etabliert habe. Im Oktober 2021 wurde die Schlagzeugerin der Band Fan Tsai tot in Taiwan in einem Hotelzimmer aufgefunden. Vorläufige Untersuchungen ergaben bislang keine Anzeichen für einen Mord.

## Stil
No Party for Cao Dong vereinen Garage Rock, Grunge, Disco und Punk. Sie selber begrenzen ihre Musik auf kein Musikgenre. Stattdessen sehen sie jede Aufnahme stellvertretend für eine Momentaufnahme ihrer Verfassung oder eine Phase ihres Lebens. Die Texte der Songs wirken simpel und satirisch. Das Quartett thematisiert das Gefühl der Ernüchterung der jüngeren Generation.

## Diskografie
- 2015: No Party for Cao Dong (EP)
- 2016: The Servile (醜奴兒) (Album)
- 2023: The Clod (瓦合) (Album)

## Auszeichnungen
- 2016: Golden Indie Music Awards
- 2017: Golden Melody Awards
- 2017: Freshmusic Awards